# Гомотопія
Гомотопія (з дав.-гр. ὁμός homós "сам, подібний" та τόπος tópos "місце") — в математиці поняття алгебричної топології, що формалізує поняття неперервної деформації одного об'єкта в інший. За допомогою гомотопії визначаються гомотопічні групи, що є важливими інваріантами в алгебричній топології.

## Формальне визначення
Нехай {\displaystyle X} та {\displaystyle Y} — топологічні простори і f та g — два неперервних відображення з простору {\displaystyle X} в простір {\displaystyle Y}. Тоді відображення f називається гомотопним відображенню g, якщо існує неперервне відображення {\displaystyle H\colon X\times [0,1]\to Y} таке, що {\displaystyle f(x)=H(x,0)} і {\displaystyle g(x)=H(x,1)} для x ∈ X. Дане неперервне відображення називається гомотопією.

## Пов'язані визначення

Гомотопічна еквівалентність бублика і чашки

- Гомотопічний інваріант — це характеристика простору, яка зберігається при гомотопічній еквівалентності топологічних просторів. Тобто, якщо два простори гомотопно еквіваленті, то вони мають однакову характеристику. Наприклад: зв'язність, фундаментальна група, ейлерова характеристика.
- Якщо на деякій підмножині {\displaystyle A\subset X,\;F(t,a)=f(a)} для всіх {\displaystyle t} при {\displaystyle a\in A}, то {\displaystyle F} називається гомотопією відносно {\displaystyle A}, а {\displaystyle f} і {\displaystyle g} гомотопними відносно {\displaystyle A}.
- Ізотопія — гомотопія топологічного простору {\displaystyle X} по топологічному простору {\displaystyle Y,} тобто {\displaystyle f_{t}\colon X\to Y,\;t\in [0,1]}, в якій при будь-кому {\displaystyle t} відображення {\displaystyle f_{t}} є гомеоморфізмом {\displaystyle X} на {\displaystyle f(X)\subset Y}.

## Гомотопічна еквівалентність
- Гомотопічна еквівалентність топологічних просторів {\displaystyle X} і {\displaystyle Y} — пара неперервних відображень {\displaystyle f\colon X\to Y} і {\displaystyle g\colon Y\to X} така, що {\displaystyle f\circ g\sim \operatorname {id} _{Y}} і {\displaystyle g\circ f\sim \operatorname {id} _{X}}, тут {\displaystyle \sim } позначає гомотопічну еквівалентність відображень. В цьому випадку говорять, що {\displaystyle X} і {\displaystyle Y} гомотопно еквівалентні, або {\displaystyle X} з {\displaystyle Y} мають один гомотопний тип.

## Гомотопічна група
Гомотопічна група простору {\displaystyle \Psi \,\,\pi _{n}(\Psi ,\psi _{0})} є групою гомотопічних класів неперервних відображень {\displaystyle f:S^{n}\rightarrow \Psi ,} переводячи відзначену точку сфери у точку {\displaystyle \psi _{0},} із декотрою операцією. Сферу {\displaystyle S^{n}} можна неперервно й бієктивно відобразити у {\displaystyle I^{n},} де {\displaystyle I=[0,1].} Таким чином, гомотопічну групу можна визначити як групу гомотопічних класів неперервних відображень {\displaystyle g:I^{n}\rightarrow \Psi ,} які переводять границю у відзначену точку {\displaystyle g(\partial I^{n})=\psi _{0}.} Операцію таких відображень можна визначити наступним чином:
{\displaystyle (g_{1}*g_{2})(t_{1},...,t_{n})={\begin{cases}g_{1}(2t_{1},t_{2},...,t_{n});&t_{1}\in [0;0,5],\\g_{2}(2t_{1}-1,t_{2},...,t_{n});&t_{1}\in [0,5;1],\end{cases}}}

## Властивості
- Гомотопія задає відношення еквівалентності на множині неперервних відображень {\displaystyle X\to Y}

Рефлексивність. Якщо {\displaystyle f\colon X\to Y} — деяке неперервне відображення, тоді функція {\displaystyle H\colon X\times I\to Y} визначена {\displaystyle H(x,t)=f(x)} буде гомотопією між f і f.
Симетричність. Нехай відображення {\displaystyle f\colon X\to Y} гомотопне відображенню {\displaystyle g\colon X\to Y} і {\displaystyle H\colon X\times I\to Y} — відповідна гомотопія. Тоді g є гомотопним f з гомотопією {\displaystyle H^{'}(x,t)=H(x,1-t)}.
Транзитивність. Нехай відображення {\displaystyle f\colon X\to Y} гомотопне відображенню {\displaystyle g\colon X\to Y} і {\displaystyle H\colon X\times I\to Y} — відповідна гомотопія. Нехай також відображення {\displaystyle g\colon X\to Y} гомотопне відображенню {\displaystyle h\colon X\to Y} і {\displaystyle F\colon X\times I\to Y} — відповідна гомотопія. Тоді Тоді f є гомотопним h з гомотопією:
{\displaystyle G(x,t)={\begin{cases}H(x,2t);&t\in [0;0,5],\\H(x,2t-1);&t\in (0,5;1],\end{cases}}}
- Усі відображення {\displaystyle h_{t}(x)=H(x,t)\,} є неперервними.
- Якщо {\displaystyle \ f,f'\colon X\to Y,g\colon Y\to B,h\colon A\to X} — неперервні відображення, і {\displaystyle H\colon X\times I\to Y} — гомотопія між {\displaystyle f} і {\displaystyle f'}, то {\displaystyle g\circ H\circ (h\times I)} є гомотопією між {\displaystyle g\circ f\circ h} і {\displaystyle g\circ f'\circ h}.

## Приклади
- Якщо {\displaystyle Y=\mathbb {R} ^{m}}, то функції {\displaystyle f} і {\displaystyle g} є завжди є гомотопними. Гомотопія визначається: {\displaystyle H(x,t)=f(x)+t\left[g(x)-f(x)\right].}
- Множини {\displaystyle X=[0,1],\;Y=(0,1)} є еквівалентними гомотопічно, але не гомеоморфними.
- Одиничне коло {\displaystyle {\mathcal {S}}^{1}} гомотопно еквівалентне простору {\displaystyle \mathbb {R} ^{2}\setminus \{0\}}.
- {\displaystyle [M,N]_{pt}\cong \lim _{\rightarrow }[N_{k,f},M_{f}]_{pt},} де {\displaystyle N_{k,f}} - апроксимуючі скінченні моделі CW-комплесу {\displaystyle N.} Тут ми маємо відображення {\displaystyle [N_{k,f},M_{f}]_{pt}\rightarrow [N,M_{f}]_{pt}\cong [N,M_{f}]_{pt}\,\,\forall k.} Отримуємо бієкцію {\displaystyle \varphi :\lim _{\rightarrow }[N_{k,f},M_{f}]_{pt}\rightarrow [N,M_{f}].}
- Нехай {\displaystyle U,G} - гомотопічні простори із відзначеною точкою, де {\displaystyle G} - скінченне й у ньому виконується {\displaystyle T_{0}.} Нехай відображення {\displaystyle f,g:U\rightarrow G} є неперервними та {\displaystyle \forall \,u\in U} виконується {\displaystyle f(x)\in {\overline {g(x)}}.} Тоді вони є гомотопними. Дійсно, можна побудувати гомотопію {\displaystyle H:U\times I\rightarrow G} із наступними властивостями:

{\displaystyle H(u,0)=f(x)}
{\displaystyle H(u,t)=v(u),t\in (0,1].}
Щоб показати неперервність відображеження {\displaystyle H,} потрібно показати, що {\displaystyle H^{-1}({\bar {p}})} є замкненим для будь-якої точки {\displaystyle p\in f(U)\cup v(U).} Якщо {\displaystyle v(u)\in {\bar {p}}} , то й {\displaystyle f(u)\in {\bar {p}}.} Це дає {\displaystyle v^{-1}({\bar {p}})\times [0,1]\subseteq f^{-1}({\bar {p}})\times \{0\}\cup v^{-1}({\bar {p}})\times (0,1].} Тоді {\displaystyle H^{-1}({\bar {p}})=f^{-1}({\bar {p}})\times \{0\}\cup v^{-1}({\bar {p}})\times (0,1]=f^{-1}({\bar {p}})\times \{0\}\cup v^{-1}({\bar {p}})\times [0,1].} А відтак він є замкненим як об'єднання замкнених множин.